# Fromage à pâte pressée non cuite

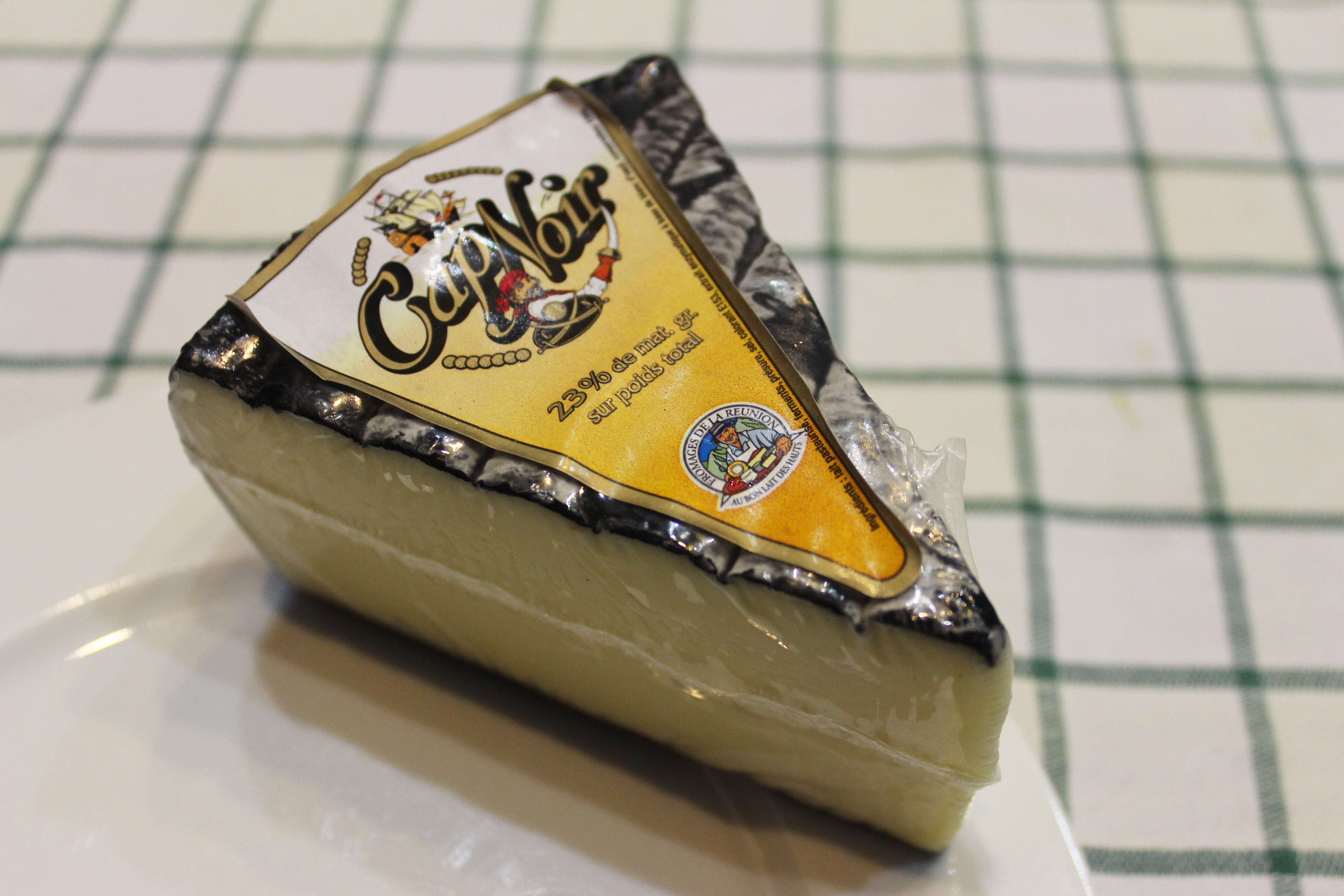
Portion de Cap Noir sous emballage plastique.

Un fromage à pâte pressée non cuite est un type de fromage dont le caillé (obtenu à partir de lait de vache, brebis ou chèvre), non cuit, est pressé au moment du moulage afin d'éliminer le maximum de lactosérum, puis laissé à l'affinage.
Le terme « non cuit » signifie que le fromage est issu d'un caillé qui n'a pas été chauffé à plus de 50° au moment de son tranchage.

## Liste d'appellations et de marques commerciales
France
- Bethmale, Pyrénées
- Beaumont, Haute-Savoie
- Cantal entre-deux, Cantal
- Cantal Jeune, Cantal
- Cap Noir, La Réunion
- Chaussée aux Moines, Mayenne
- Chevrotin, Savoie
- Couseran, Pyrénées
- Le Délice du Chalet, Allier
- Etorki, Pays basque
- Grand tomachon, Allier
- Laguiole, Aveyron, Lozère
- Le Moulis, Pyrénées
- Mimolette, Nord, France
- Mont des Cats, Nord
- Morbier, Franche-Comté
- Murol du Grand Bérioux, Auvergne
- Ossau-iraty, Béarn et Pays basque
- Port-salut, Mayenne
- Raclette, Auvergne, Savoie, Franche-Comté et Bretagne
- Reblochon, Haute-Savoie
- Rogallais, Ariège
- Salers, Cantal
- Saint-nectaire, Puy-de-Dôme, Cantal
- Saint-paulin, Nord-Pas-de-Calais
- Timanoix, Bretagne
- Tome des Bauges
- Tomette de Brebis, Aquitaine
- Tomme de Montagne, Auvergne
- Tomme de Savoie, Savoie et Haute-Savoie
- Tomme du Jura, Franche-Comté
- Tomme des Pyrénées, Pyrénées
- Trappe de Bricquebec, Cotentin

Autres pays producteurs
 Belgique
- Bouquet des Moines
- Orval
- Trou d'Sottai

 Italie
- Provolone piquant

 Pays-Bas
- Edam
- Gouda

 Suisse
- Raclette, Valais
- Vacherin fribourgeois, Fribourg (faible pressage)

 Allemagne
 Hongrie